# Robert du Preez (rugby à XV, 1993)
Pour les articles homonymes, voir Du Preez.

a Compétitions nationales et continentales officielles uniquement.

b Matchs officiels uniquement.
Dernière mise à jour le 28 janvier 2023.
Robert du Preez, né le 30 juillet 1993 à Durban (Afrique du Sud), est un joueur de rugby à XV international sud-africain, évoluant principalement au poste de demi d'ouverture. Il joue avec les Sale Sharks en Premiership depuis 2019.

## Biographie
Il est le fils et homonyme de l'ancien entraîneur des Sharks Robert du Preez. Il est également le frère aîné des jumeaux de Daniel du Preez et Jean-Luc du Preez, qui comme lui, sont internationaux sud-africains et évoluent aux Sale Sharks.

## Carrière

### En club
Robert du Preez rejoint en 2006 l'académie des Natal Sharks, avec qui il dispute la Craven Week en 2006 et 2011. En 2014, il dispute la Varsity Cup (en) (championnat universitaire sud-africain), avec l'équipe des Maties de Stellenbosch,.
Sa carrière professionnelle débute en 2014 avec la Western Province lorsqu'il est appelé à disputer la Vodacom Cup,. Il fait ses débuts le 22 mars 2013 contre les Free State Cheetahs. La même année, il joue également en Currie Cup avec cette même équipe. Il remporte la Currie Cup à deux reprises, en 2014 et 2017.
En 2015, il est recruté par la franchise des Stormers pour disputer le Super Rugby. Il joue son premier et unique match de la saison 2015 le 13 juin 2015 contre la Sharks. Il joue trois saisons avec les Stormers, et dispute quatorze rencontres.
À la recherche de plus de temps de jeu, il quitte les Stormers en 2018 pour rejoindre sa province formatrice des Sharks de Durban, entrainée par son père. Grâce à son jeu au pied précis et sa qualité d'animation, il parvient à s'imposer comme le titulaire au poste, et dispute toutes les rencontres des saisons 2018 et 2019,. Avec les Natal Sharks, il remporte la Currie Cup en 2018, aux côtés de ses deux frères.
En octobre 2018, il signe un contrat court de trois mois avec le club anglais des Sale Sharks, qui évolue en Premiership, où il compense la blessure d'AJ MacGinty. Il reste au club jusqu'au mois de janvier 2019 avant de retourner disputer le Super Rugby avec les Sharks.
En 2019, il retourne à Sale, cette fois pour un contrat de trois saisons, et évolue à nouveau aux côtés de ses deux frères,.
Il est titulaire lors de la finale du Championnat d'Angleterre en 2023 perdue 35-25 face aux Saracens,. À la fin de cette saison, il est retenu dans l'équipe type de Premiership. 

### En équipe nationale
Robert du Preez joue avec l'équipe d'Afrique du Sud des moins de 20 ans dans le cadre du championnat du monde junior 2013. Il joue alors aux côtés de futurs Springboks comme Cheslin Kolbe ou Handre Pollard.
Il effectue deux tournées avec les Barbarians, en novembre 2016 et 2017, disputant cinq rencontres et marquant trente-et-un points.
Il est sélectionné pour la première fois avec les Springboks en juin 2018 par le sélectionneur Rassie Erasmus. Il obtient sa première cape internationale le 2 juin 2018 à l’occasion d’un match contre l'équipe du pays de Galles à Washington DC.

## Palmarès

### En club
- Vainqueur de la Currie Cup en 2014, 2017 avec la Western Province et en 2018 avec les Natal Sharks.
- Finaliste du Championnat d'Angleterre en 2023 avec les Sale Sharks.

### Distinctions personnelles
- Membre de l'équipe type du Championnat d'Angleterre en 2023 et en 2025.

## Statistiques
Au 28 janvier 2023, Robert du Preez compte 1 cape en équipe d'Afrique du Sud, dont aucune en tant que titulaire, depuis le 2 juin 2018 contre l'équipe du pays de Galles à Washington DC. 